# 소대성
소대성(蕭大成, 531년 ~ ?)은 중국 남북조 시대 양나라의 황족이다. 자는 인화(仁和)이고, 간문제의 여덟째 아들이다.

## 생애
542년에 신감현공(新淦縣公)에 봉해졌고 식읍 1500 호를 받았다.
549년에 후경이 간문제를 세웠고, 소대성은 그해 7월 18일에 산양군왕(山陽郡王)으로 진봉되었고 식읍 2천 호를 받았다.
550년 6월에 소대성이 형인 소대관, 소대봉과 함께 강릉(江陵)에 있는 숙부인 소역에게 달아났다. 10월 10일에 계양군왕(桂陽郡王)으로 고쳐 봉해졌고 식읍 2천 호를 받았다.
소대성은 성격이 거칠어서 일찍이 강릉에 있는 동안 무장하고 밤에 나갔는데 강도로 오인받아 도끼를 맞고 상투 왼쪽이 떨어졌다.
554년에 서위가 강릉을 함락하자 소대성은 건강으로 달아났다.
556년 3월 1일에 호군장군(護軍將軍)으로 임명되었다. 이후의 사적은 미상이다.